# Socialització (socialisme)
|  | Per a altres significats, vegeu «Socialització (desambiguació)». |

La socialització és el procés pel qual es converteix tot instrument que genera un producte o un benefici socials i que es troba sota una propietat privada en un instrument de propietat social, això és, que la propietat és col·lectiva de tots els humans, sense excepcions i sense organismes superiors que la tutelin. Tradicionalment, s'ha considerat que aquesta era la base teòrica del Socialisme modern, en tant que sistema econòmic. Per a l'arribada al Socialisme calia socialitzar els mitjans de producció, de canvi i de transport. La variant socialista del comunisme afegeix a aquesta llista la socialització dels béns de consum.